# Sainte-Honorine-de-Ducy
Sainte-Honorine-de-Ducy è un comune francese di 131 abitanti situato nel dipartimento del Calvados nella regione della Normandia.

## Storia
Sainte-Honorine-de-Ducy ha visto passare gli Alleati della seconda guerra mondiale nei suoi campi, ancora devastati dalle tracce di esplosioni. In memoria dei soldati qui periti, è presente nel comune un monumento ai caduti, vicino al municipio.

## Società

### Evoluzione demografica
Abitanti censiti
Al primo censimento demografico della Francia repubblicana, nel 1793, il comune presentava una popolazione di 437 abitanti, che è, fino ad oggi, la popolazione maggiore mai raggiunta.